# Jorge Marcos Pino
Jorge Gabriel Marcos Pino (Guayaquil, 25 de junio de 1932) es un arqueólogo ecuatoriano, miembro de la Academia Nacional de Historia del Ecuador, descubridor del sitio arqueológico Real Alto, uno de los sitios más importantes para la investigación de la Cultura Valdivia. Ganador del Premio Nacional Eugenio Espejo en la categoría de actividad científica.

## Biografía
Nació el 25 de junio de 1932 en Guayaquil, Ecuador. Estudió filología inglesa en la Universidad de Harvard entre 1951 y 1955, tiempo durante el cual descubrió su pasión por la arqueología. Sin embargo no sería hasta 1968 cuando se inició en la arqueología, trabajando en el sitio Loma de los Cangrejitos. En 1970 realizó su primera publicación arqueológica: Puntas de proyectil bifaciales en la cultura Guangala, Ecuador. Completó un máster y un doctorado en antropología en la Universidad de Illinois en Urbana-Champaign, en 1974 y 1978 respectivamente. Logró gran reconocimiento en el campo de la arqueología ecuatoriana tras descubrir el sitio Real Alto en 1971 y posteriormente llevar a cabo excavaciones en el lugar, este sitio es uno de los más importantes de la cultura Valdivia.
Ha tenido un alarga carrera como profesor, siendo uno de los impulsores de la creación de la carrera de arqueología en la Escuela Superior Politécnica del Litoral (ESPOL) en 1980, y habiendo dado clases en ella además de en la Universidad de Bonn, la Universidad Autónoma de Barcelona, la Universidad Complutense de Madrid y la Universidad de Florida.

## Premios y distinciones
- En 2002 fue galardonado con la condecoración Orden Nacional al Mérito por el gobierno del presidente Gustavo Noboa Bejarano.[10]

- En 2003 fue condecorado con el Premio Nacional Eugenio Espejo en la categoría de Actividades Científicas[11][6] por el gobierno del presidente Lucio Gutiérrez Borbúa.[10] Adicionalmente ha obtenido otros reconocimientos como la Medalla al Mérito Científico y Cultural, del Ministerio de Educación de Ecuador y la Medalla al Mérito de la Escuela Superior Politécnica del Litoral.[4]

- El 22 de mayo de 2024, recibió un reconocimiento a su trayectoria profesional de parte del Parlamento Andino, en el auditorio del Museo Presley Norton, en Guayaquil.[7]